# Peter Johansen Neergaard
|  | Ikke at forveksle med Peter de Neergaard |
Peter Johansen Neergaard (13. december 1702 – 27. august 1772) var en dansk godsejer.
Han var søn af Johan Thomæsen Neergaard til Fuglebjerggård og Grevensvænge og Sidsel Pedersdatter Wartberg, købte, efter at have været forpagter, 1741 for o. 34.000 Rdl. Ringsted Kloster med Kærupgård og 1745 Tryggevælde og Alslev, hvilke han igen afhændede 1751, da han købte Eskilstrup, som han dog atter solgte 1755, og Svenstrup, der er forblevet i hans efterslægts besiddelse; endelig forøgede han 1763 sit gods med Merløsegård. 1750 erhvervede han krigsrådstitel og døde 27. august 1772. Gift 1741 med Kirstine Tønnesdatter (15. december 1717 – 3. december 1751), vistnok en steddatter af krigsråd og regimentsskriver Jens Bruun.
Foruden ved sin rigdom er Neergaard blevet kendt ved, at nogle, og da især hans ældste søn Jens Bruun de Neergaard, mente, men næppe med grund, Johan Herman Wessels digt "Herremanden" møntet på ham og hans familie, hvorfor sønnen forfattede en grov parodi på digtet; dette opbragte den ellers fredsommelige digter således, at han skrev den velkendte gravskrift over "Krigsråd Neergaard den Store".